# Willem Mengelberg
Joseph Willem Mengelberg (Utrecht, 28 marzo 1871 – Sent, 22 marzo 1951) è stato un direttore d'orchestra e compositore olandese.
Fu direttore dell'Orchestra reale del Concertgebouw dal 1895 al 1945. Fu lui ad introdurre nei Paesi Bassi i lavori di Gustav Mahler, di cui fu grande amico.

## Biografia
Quarto di quindici figli di genitori di origine tedesca, Mengelberg nacque a Utrecht, Paesi Bassi. Suo padre era lo scultore tedesco-olandese Friedrich Wilhelm Mengelberg. Dopo gli studi a Utrecht con il compositore e direttore d'orchestra Richard Hol, il compositore Anton Averkamp (1861-1934) e il violinista Henri Wilhelm Petri (1856-1914), andò a studiare pianoforte e composizione al conservatorio di Colonia (ora Hochschule für Musik), dove i suoi  insegnanti principali furono Franz Wüllner e Adolf Jensen.
Nel 1891, a 20 anni, fu scelto come direttore musicale generale della città di Lucerna in Svizzera, dove diresse un'orchestra e un coro, fu direttore di una scuola di musica, impartì lezioni di pianoforte e continuò a comporre.
Quattro anni dopo, nel 1895, a 24 anni, Mengelberg fu nominato direttore principale della Royal Concertgebouw Orchestra, succedendo a Willem Kes. Mantenne questo incarico per 50 anni, fino al 1945.
Mengelberg fu l'iniziatore della lunga tradizione mahleriana della Royal Concertgebouw Orchestra. Nel 1902 conobbe Gustav Mahler e strinse amicizia con lui. Mengelberg fu fondamentale per l'introduzione di gran parte del lavoro di Mahler nei Paesi Bassi, e Mahler visitava regolarmente i Paesi Bassi per presentare la sua opera al pubblico olandese. Introdusse delle modifiche in alcune delle sue sinfonie, nel corso delle prove al Concertgebouw, per ottenerne la migliore resa sonora possibile nell’acustica di quella sala. Questo è forse uno dei motivi per cui la sala da concerto e la sua orchestra sono famose per la loro tradizione mahleriana.
Una critica all'influenza di Mengelberg sulla vita musicale olandese, espressa chiaramente dal compositore Willem Pijper, era che Mengelberg non appoggiasse molto i compositori olandesi durante il suo mandato al Concertgebouw, soprattutto dopo il 1920.
Mengelberg è stato direttore musicale della New York Philharmonic Orchestra negli anni 1922-1928. A partire da gennaio 1926, condivise il podio con Arturo Toscanini. Il biografo di Toscanini  Harvey Sachs ha documentato che Mengelberg e Toscanini si scontrarono su interpretazioni musicali e anche sulle tecniche di prova, creando una divisione tra i musicisti che alla fine portò Mengelberg a lasciare l'orchestra. Tuttavia, Mengelberg diresse una serie di registrazioni con la filarmonica sia per la Victor Talking Machine Company che per la Brunswick Records, tra cui una registrazione elettrica del 1928 del Ein Heldenleben di Richard Strauss, poi ristampato su LP e CD.

L'aspetto più controverso della biografia di Mengelberg riguarda il suo comportamento durante gli anni dell'occupazione nazista in Olanda tra il 1940 e il 1945. Alcuni articoli di giornale del tempo diedero l'impressione che egli acconsentisse al veto nazista sulla musica di alcuni compositori. Si è parlato per questo di ingenuità politica in generale, o di una generale cecità verso la critica di tutto ciò che era tedesco, data la sua origine. A causa  della cooperazione di Mengelberg con il regime che occupava l'Olanda durante la seconda guerra mondiale, gli fu vietato di dirigere nel Paese dal nuovo governo olandese insediatosi dopo la guerra nel 1945. 

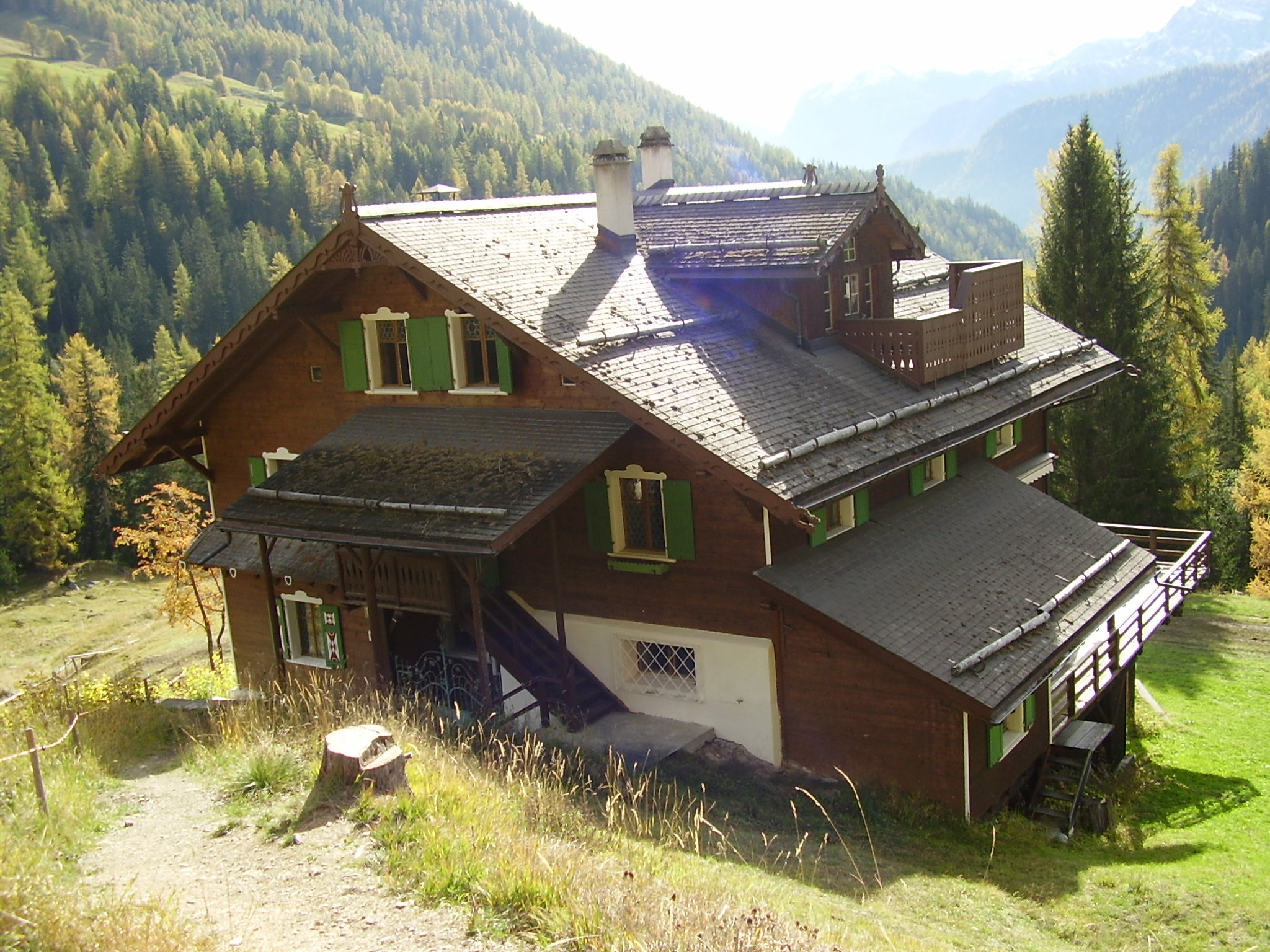
La residenza di Mengeleberg a Sent, In Svizzera.

Venne privato dei suoi onori e del suo passaporto. La sentenza originale voleva che a Mengelberg fosse vietato di dirigere nei Paesi Bassi per il resto della vita. In appello i suoi avvocati ottennero la riduzione della pena ad un divieto di dirigere di sei anni, contati retroattivamente a partire dal 1945. Ciò nonostante, continuò a ritirare una pensione dall'orchestra fino al 1949 quando venne tagliata dal consiglio comunale di Amsterdam. Mengelberg si ritirò in esilio a Zuort, una frazione del comune di Sent, in Svizzera, dove rimase fino alla sua morte nel 1951, appena due mesi prima della scadenza dell'ordine di esilio.
Willem Mengelberg era lo zio del musicologo e compositore Rudolf Mengelberg e del direttore d'orchestra, compositore e critico Karel Mengelberg, padre del pianista improvvisatore e compositore Misha Mengelberg.

## Registrazioni
In aggiunta alle sue registrazioni  di Richard Strauss (Ein Heldenleben), Mengelberg ha registrato le sinfonie di Beethoven e Brahms e una lettura controversa della Passione secondo Matteo di Bach.
Gli elementi più caratteristici delle sue performance sono l'enorme espressività e la libertà di tempo, forse più notevole nella sua registrazione della Quarta Sinfonia di Mahler, ma certamente presente nella citata Passione secondo San Matteo e in altre registrazioni. Queste qualità, condivise (magari in misura minore) con solo una manciata di altri direttori del periodo di registrazione del suono, come Wilhelm Furtwängler e Leonard Bernstein, fanno parte del suo lavoro particolarmente controverso fra gli ascoltatori di musica classica; registrazioni che  ascoltatori più tradizionalisti possono considerare inascoltabili saranno salutate da altri come alcune tra le più grandi registrazioni mai fatte.
Molte delle sue registrazioni, tra cui alcuni concerti dal vivo tenuti ad Amsterdam durante la Seconda Guerra Mondiale, sono state ristampate su LP e CD. Mentre era noto per le sue incisioni del repertorio tedesco, la Capitol Records ha pubblicato una potente registrazione, quasi ad alta fedeltà della 'Sinfonia in re minore' di César Franck con la Royal Concertgebouw Orchestra, ripresa nel 1940 dalla Telefunken
A causa del divieto di dirigere per sei anni impostogli dal governo olandese, Mengelberg non ha più registrato nulla dopo il 1945. Alcune delle sue performance ad Amsterdam sono state registrate su nastro con l'innovativo registratore tedesco  Magnetophon, con conseguente fedeltà insolitamente alta per l'epoca.
Sono sopravvissuti anche alcuni film sonori di Mengelberg che dirige la Royal Concertgebouw Orchestra, durante i concerti "dal vivo ad Amsterdam" (in realtà abili ricostruzioni della sala del Concertgebouw ad opera dei Cantieri Cinematografici di Parigi, dove l'orchestra si recò proprio con Mengelberg per girare pionieristicamente questi filmati).  Tra questi citiamo un film del 1931 che lo vede all'opera con l'Ouverture dell'Oberon di Carl Maria von Weber e un'esecuzione della Passione secondo Matteo di Bach del 1939.

## Onorificenze
Considerato un eroe nazionale, ricevette numerose onorificenze reali, dottorati onorari e onorificenze estere.
- 1898: Cavaliere dell'Ordine di Orange-Nassau (dopo tre anni alla bacchetta)
- 1902: Ufficiale dell'Ordine di Orange-Nassau (per promozione)
- 1903: Ufficiale dell'Ordine delle Palme Accademiche (Francia)
- 1907: Cavaliere dell'Ordine del Leone dei Paesi Bassi
- 1907: Medaglia d'Argento per le Arti e le Scienze dell'Ordine della Casata d'Orange
- 1913: Medaglia d'Oro per le Arti e le Scienze dell'Ordine della Casata d'Orange
- 1914: Commendatore di seconda classe dell'Ordine del Dannebrog (Danimarca)
- 1914: Commendatore di seconda classe dell'Ordine della Corona d'Italia
- 1927: Dottore honoris causa della Columbia University (New York)
- 1932: Commendatore dell'Ordine della Corona e dell'Ordine di Leopoldo II (Belgio)
- 1932: Commendatore dell'Ordine di Isabella la Cattolica of Spain
- 1932: Commendatore dell'Ordine della Legion d'Onore (Francia)
- 1934: Professore associato di Musicologia all'Università di Utrecht
- 1939: Grand'Ufficiale dell'Ordine di San Gregorio Magno (Santa Sede)

Le onorificenze dell'Ordine della Casata d'Orange gli furono ritirate per ordine della Regina Guglielmina nel 1947.  Le onorificenze governative (Ordine di Orange-Nassau e Ordine del Leone dei Paesi Bassi) gli furono invece ritirate l'anno successivo.
Mengelberg non comprese mai il motivo di misure così drastiche visto che a suo parere non aveva fatto niente contro il suo paese,  non avendo mai partecipato alla vita politica.